# Государственная религия
| Христианство Католицизм Православие Протестантизм |  | Ислам Суннизм Шиизм Ибадизм |  | Буддизм Тхеравады Буддизм Ваджраяны |

Страны с государственными религиями:

Госуда́рственная (официа́льная) рели́гия — вероучение, официальный статус которого подтверждён данным государством.
Государство без государственной или официальной религии называют светским или секулярным государством. Кроме того, бывают случаи, когда государство имеет государственную или официальную религию, но по какой-либо причине провозглашает себя светским (Англия, Дания, Египет, Тунис, Бангладеш, Армения и так далее).

## Атрибуты государственной религии
Если какое-либо учение является государственным, то государство принимает участие в финансировании этой религиозной организации, в той или иной степени влияет на кадровые вопросы (от прямого назначения религиозных лидеров до подтверждения статуса выбранных внутри организации), принимает законодательные акты, регулирующие внутреннюю деятельность организации, привлекает религиозных лидеров к участию в государственных структурах. Неофициальная поддержка государством того или иного вероучения не даёт ему статус государственного. Даже если подавляющее большинство жителей страны принадлежат к одной конфессии, но при этом государство и церковь официально разделены, такое государство является светским по статусу.

## Современное состояние
По данным Гарвардского университета, в 2000 году ситуация была следующей: из 188 государств 75 стран признали то или иное вероучение официальным, а 113 стран не имели государственной религии.

## Государства, в которых существует официальная религия

### Католицизм

#### Провозглашённая официальная религия
- Ватикан[4];
- Коста-Рика. «Католическая, апостольская, римская религия — это религия государства, которое способствует её поддержанию»[5];
- Лихтенштейн. «Римско-католическая церковь является государственной церковью и, как таковая, пользуется полной защитой государства»[6];
- Мальта.

1. Религией Мальты является Римско-католическая апостольская религия.
2. Власти Римско-католической апостольской церкви обязаны и имеют право учить тому, какие принципы правильны, а какие нет.
3. Религиозное учение Римско-католической апостольской веры должно быть обеспечено во всех государственных школах как часть обязательного образования;

- Мальтийский орден;
- Монако. «Католическая, апостольская, римская религия является государственной религией»[8];

#### Прочие случаи
Здесь перечислены страны, где государство в той или иной степени поддерживает Католическую церковь, без её официального провозглашения в качестве государственной религии:
- Андорра. «Конституция гарантирует Католической церкви свободное и публичное осуществление своей деятельности и поддержку её особых отношений сотрудничества с Государством, основанных на андоррской традиции»[9];
- Аргентина. «Федеральное правительство поддерживает римско-католический апостольский культ»[10];
- Доминиканская Республика. «Сохраняются существующие отношения между церковью и Государством, поскольку большинство доминиканцев придерживается римско-католического апостольского вероисповедания»[11];
- Сальвадор. «Признаётся правосубъектность Католической церкви. Другие церкви могут получить признание в соответствии с законом»[12];

### Лютеранство
- Дания. «Евангелическо-лютеранская церковь является официальной церковью Дании и, как таковая, поддерживается государством»[13];
- Исландия. «Евангелическо-лютеранская церковь является государственной церковью в Исландии и, как таковая, поддерживается и защищается государством»[14];
- В Норвегии церковь формально отделена от государства с 2012 года, однако при этом священники сохранили статус государственных служащих, ответственность за поддержание церковных зданий в надлежащем состоянии лежит на государстве, а король остался главой церкви[15];
- В Финляндии отношения между церковью и государством регулируются особыми соглашениями. Деятельность церкви регулируется особым законодательством. Церковь имеет право на особый церковный налог (собирается при помощи государственных структур на добровольной основе). Однако юридически Церковь Финляндии не является государственной;
- В Швеции, несмотря на то, что главой Церкви Швеции является король, с 2000 года Церковь формально независима от государства.

### Кальвинизм
- В Шотландии есть национальная Церковь Шотландии, однако британский монарх не является правителем этой церкви, как в Церкви Англии[16].

### Англиканство
- Англия имеет государственную Церковь Англии, верховным правителем которой является британский монарх (в настоящее время Карл III). Церковь Англии является официальной церковью в Англии, но не в Соединённом Королевстве в целом. 26 главных епископов этой церкви имеют места в палате лордов парламента Великобритании[17].

### Православие
- Греция. Конституция Греции, вступившая в силу 11 июня 1975 года, в статье 3 раздела II «Отношения Церкви и государства» гласит:

1. Господствующей в Греции религией является религия восточно-православной Церкви Христовой. Православная Церковь Греции, признающая своим главой Господа нашего Иисуса Христа, неразрывно связана в своих догматах с Великой константинопольской Церковью и со всякой другой единоверной Церковью Христовой, неуклонно соблюдает, так же как и они, святые апостольские и соборные каноны и священные традиции. Она является автокефальной и управляется Священным Синодом архиереев, находящихся на церковной службе, и избираемым ими Постоянным Священным Синодом, который создаётся в порядке, определяемом уставом Церкви, с соблюдением положений Патриаршего тома от 29 июня 1850 года и акта Синода от 4 сентября 1928 года.
2. Существующий в определённых районах государства церковный режим не противоречит положениям предыдущего пункта.
3. Текст Священного Писания сохраняется неизменным. Официальный перевод его на какой-либо другой язык без разрешения Автокефальной Церкви Греции и Великой константинопольской Церкви Христовой запрещается.

— Конституции государств Европейского союза. — М., 1997.
- Финляндия. Статус православной церкви в Финляндии аналогичен лютеранской.

Во многих странах Восточной Европы особый статус православной церкви закреплён в законодательных документах, вместе с тем словосочетание «государственная религия» не употребляется. Гарвардское исследование причисляет такие страны к странам с государственной религией:
- Грузия. В 8-й статье конституции Грузии записано: «государство признаёт исключительную роль Грузинской православной церкви в истории Грузии и вместе с тем провозглашает полную свободу религиозных убеждений и вероисповедания, независимость церкви от государства»[18].
- Болгария. Согласно болгарской конституции, принятой в 1991 году, восточное православие является «традиционной» религией страны[19].

### Иудаизм
В Израиле иудаизм технически не является государственной религией, однако религия не отделена от государства:
- Религиозные органы иудаизма и других религий, святые места, институты обучения религии, местные религиозные советы, непосредственно поддерживаются Министерством по делам религии и другими государственными органами, то есть содержатся на деньги налогоплательщиков.
- Область семейного права и некоторых других вопросов гражданского состояния регулируются преимущественно религиозным правом и рассматриваются религиозными судами. В частности, заключение браков должно производиться в рамках религиозной конфессии, при этом деление на конфессии следует оттоманской системе миллетов и определяется автоматически (по родителям). Только лица не принадлежащие к какой либо признанной конфессии (в частности — евреи, не признанные раввинатом), имеют право зарегистрировать брак вне религиозной системы. Таким образом, в Израиле нет возможности зарегистрировать межконфессиональный брак. Однако в Израиле признаются гражданские браки, заключённые за границей (на практике желающие обойти религиозную процедуру заключения брака уезжают чаще всего на Кипр).
- Все государственные учреждения, включая армию, обязаны соблюдать требования кашрута. Во время праздника Песах на рестораны и магазины в населённых пунктах с еврейским большинством накладываются дополнительные ограничения.
- Во многих городах не работают в шаббат предприятия торговли и сферы услуг, не ходит общественный транспорт, в том числе поезда.
- Еврей, перешедший в другую веру, теряет право на иммиграцию в Израиль на основании Закона о возвращении[20].

### Ислам

#### Сунниты
- Алжир;
- Афганистан;
- Бангладеш;
- Бахрейн;
- Бруней;
- Египет;
- Иордания;
- Йемен;
- Катар;
- Коморские Острова;
- Мавритания;
- Малайзия;
- Мальдивы;
- Марокко;
- Объединенные Арабские Эмираты;
- Пакистан;
- Саудовская Аравия;
- Сирия;
- Сомали;
- Судан;
- Тунис;
- Палестинская национальная администрация;
- Ирак

#### Шииты
- Иран

#### Ибадиты
- Оман

#### Бекташи
- Суверенное государство Ордена Бекташи

### Буддизм
- Бутан[21] — Конституция определяет буддизм как «духовное наследие Бутана», а также предписывает, чтобы Друк Гьялпо (король) назначал Дже Кхемпо и Дратшанг Лхентсхог (Комиссию по делам монашества)[22][23];
- Камбоджа[24] — Конституция провозгласила буддизм официальной религией страны. Около 97 % населения Камбоджи являются буддистами[25];
- Лаос[24] — согласно конституции Лаоса, буддизму предоставлены особые привилегии. Государство уважает и защищает всю законную деятельность буддизма[26];
- Мьянма[24] — в 361 статье Конституции говорится, что «Союз признает особое положение буддизма как веры, исповедуемой подавляющим большинством граждан Союза»[27];
- Таиланд[24] — в соответствии с конституцией Таиланда страна является светской, и жителям страны гарантируется свобода вероисповедания, но буддизму предоставляются некоторые важные привилегии, такие как государственная поддержка и защита буддизма — религии большинства, исповедуемой местными тайцами, поддержка в строительстве буддийских храмов[28];
- В Шри-Ланке конституция предоставляет буддизму «преимущественный статус», но буддизм не признан государственной религией[29][30].

### Индуизм
В XX веке единственным государством, в котором государственной религией был индуизм, был Непал, однако это положение было отменено решением парламента страны в 2006 году.

### Особые случаи
- В Армении церковь согласно статье 8.1 Конституции отделена от государства, однако в той же статье есть оговорка о признании «исключительной миссии Армянской апостольской святой церкви как национальной церкви в духовной жизни армянского народа, в деле развития его национальной культуры и сохранения национальной самобытности»[32].
- В Индонезии по законодательству, принятому в 1965 году, особый статус, предусматривающий поддержку и защиту государства, предоставлен основным религиям страны — исламу, протестантизму, католицизму, индуизму, буддизму и конфуцианству — с оговоркой о допустимости существования других вероисповеданий.

### Атеизм
Албания была единственным государством, в котором атеизм был законодательно провозглашён, начиная с 1967 года. В 1991 году это положение Конституции было отменено.

## История

### Государственные религии Древнего Мира
В Древнем Египте, в XIV веке до нашей эры, Эхнатоном была насильно объявлена вера в Атона как главнейшая.

### Государственные религии Античности
В 301 году н. э. Великая Армения при царе Трдате III стала первым государством в мире, которое приняло христианство в качестве государственной религии.
В Древнем Риме, в 313 год согласно Миланскому эдикту римское язычество потеряла статус официальной религии, так как все религии уравнивались в правах, вместе с тем Эдикт особенно выделял христиан и предусматривал возвращение христианам и христианским общинам всей собственности, которая была у них отнята во время гонений.

### Государственные религии Средних Веков
В Византии государственной религией было православие. 
Арабский халифат — с 632 года до 1258 год государственная религия — ислам.
Османская империя — с 1517 по 1924 годы государственная религия — ислам.

### Государственные религии Нового Времени
Российская империя - с 1721 по 1917 - православие